# Exenterus dormitans
Exenterus dormitans är en stekelart som beskrevs av Cockerell 1924. Exenterus dormitans ingår i släktet Exenterus och familjen brokparasitsteklar. Inga underarter finns listade i Catalogue of Life.